# Promenade bleue
La promenade bleue est une voie verte destinée aux cyclistes et aux piétons dans les Hauts-de-Seine, ouverte à l’automne 2010. Elle est un élément de la véloroute internationale Avenue verte Paris-London et de La Seine à vélo.

## Parcours
Elle va du pont de Chatou à Colombes en deux tronçons :
- De Rueil-Malmaison à la passerelle qui enjambe le chenal du port de Nanterre.
- De la passerelle de la Darse au Parc Pierre-Lagravère via le parc du Chemin de l'Ile à Nanterre.

La passerelle avec escaliers n'est pas accessible aux vélos avec remorques, aux vélos lourdement chargés, aux cyclistes non sportifs. Cette voie verte ne respecte donc pas le cahier des charges des véloroutes et voies vertes[réf. nécessaire]. Il est cependant possible d'éviter cet obstacle en contournant rapidement le port de Nanterre par un réseau routier à très faible trafic mais sur lequel la vigilance s'impose du fait de la présence de poids-lourds se rendant sur les sites industriels.
Elle est prolongée en 2016 pour longer le parc Pierre-Lagravère jusqu'au pont de Colombes, permettant ainsi la circulation aux piétons et aux cyclistes hors des horaires d'ouverture du parc. En 2023, c'est l'ensemble des quais de Seine du département qui est qualifié de « Promenade bleue ». Le parcours dans Nanterre est inclus dans les véloroutes Avenue verte London-Paris et La Seine à vélo.

## Galerie de photographies

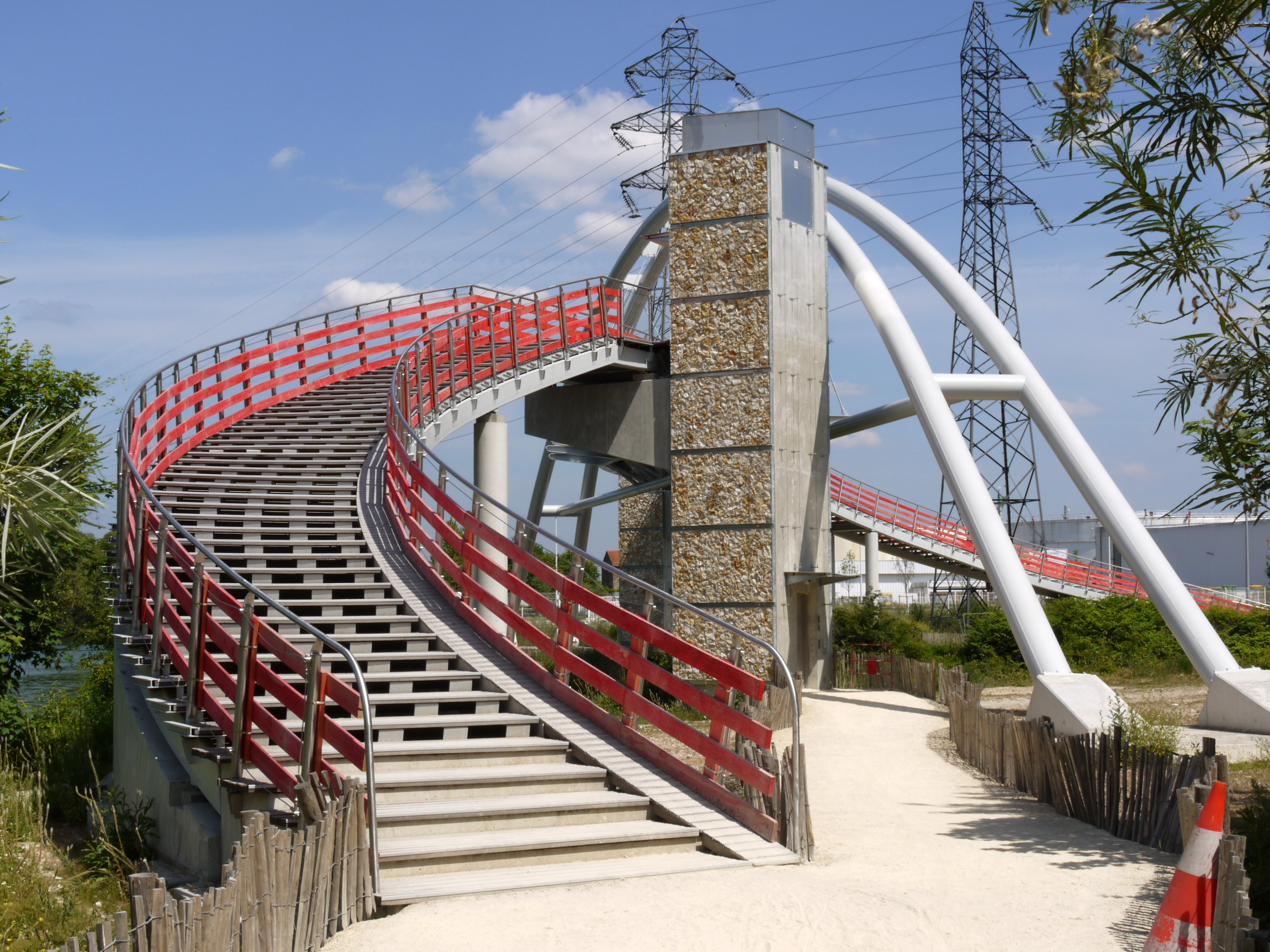
passerelle
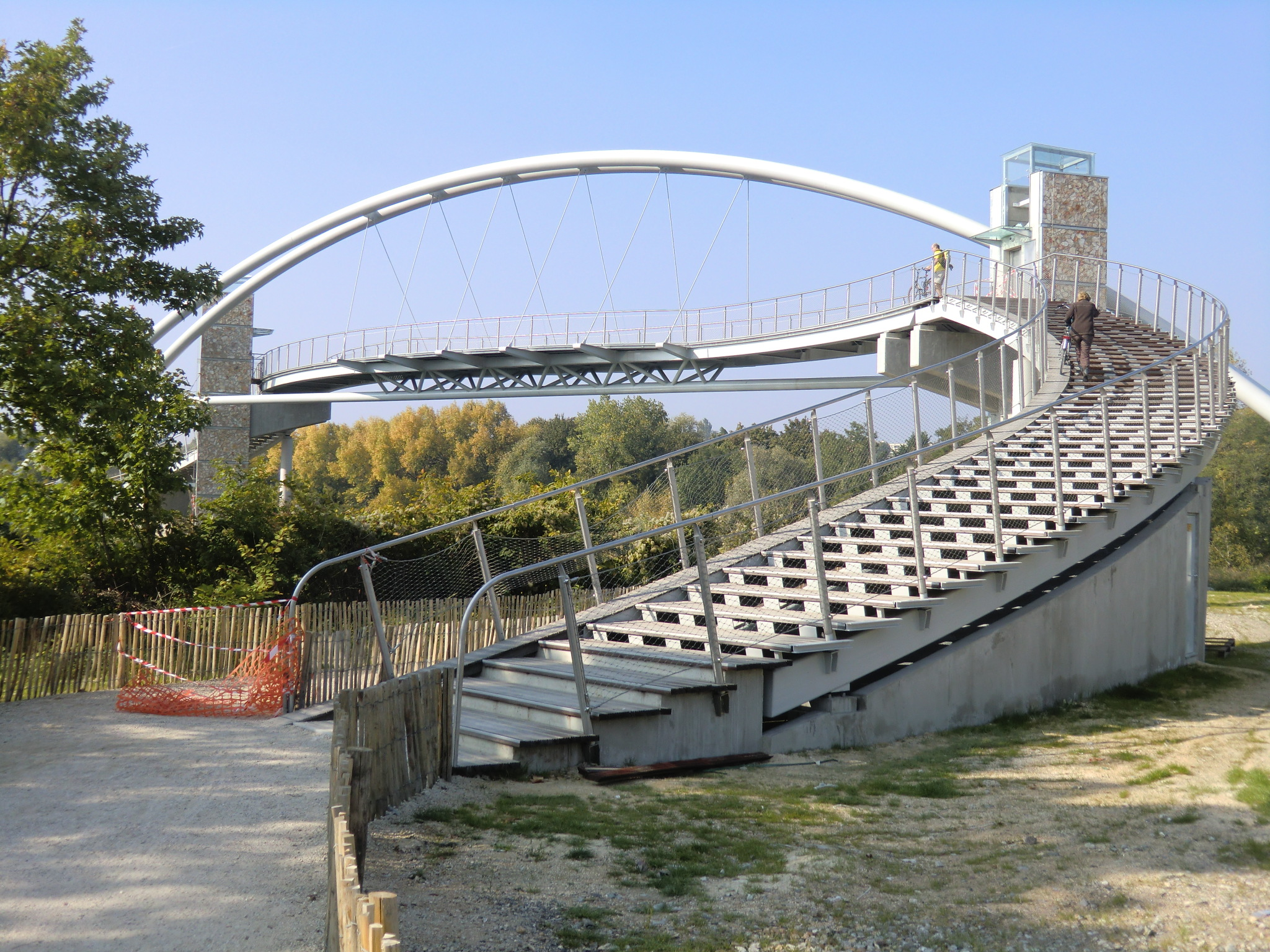
Passerelle à Nanterre
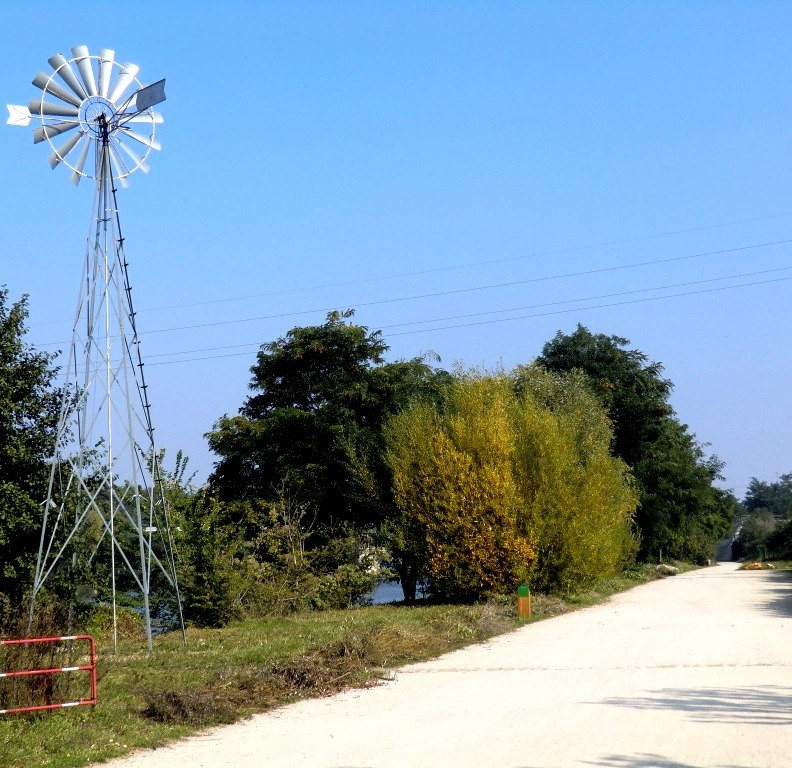
Promenade bleue éolienne
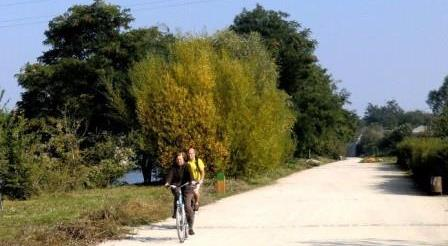
au nord de la passerelle
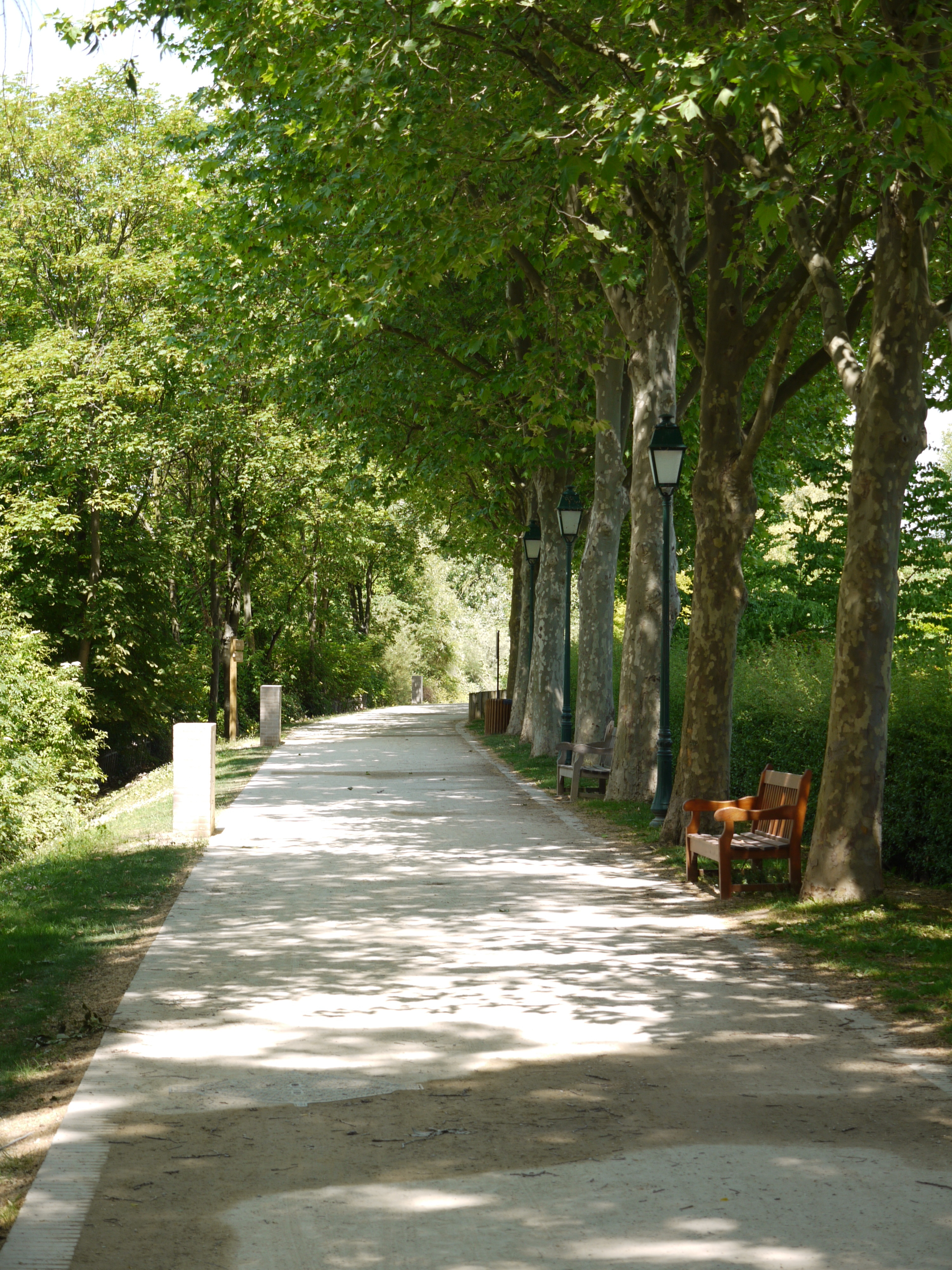
près du parc des impressionnistes